# James Monroe
James Monroe (Westmoreland County, Virginia, 28 april 1758 – Albany, New York, 4 juli 1831) was een Amerikaans politicus en slavenhouder. Hij was de 5e president van de Verenigde Staten van 1817 tot 1825.
Nadat Monroe in de Amerikaanse Onafhankelijkheidsoorlog in het leger had gediend, sloot hij zich aan bij de antifederalisten. Hij was daarna lid van de Senaat, gouverneur van Virginia, minister van Oorlog en minister van Buitenlandse Zaken.

## Levensloop

### Jeugd en betrokkenheid Amerikaanse Onafhankelijkheidsoorlog
Zijn vader was een planter. Toen die in 1774 overleed erfde James Monroe een kleine plantage, inclusief een aantal slaven. Hij ging in datzelfde jaar studeren aan het College of William and Mary en was net als de meeste van zijn medestudenten enthousiast over de Amerikaanse opstand tegen koning George III. Toen de opstand overging in een heuse oorlog nam Monroe begin 1776 dienst in het Continentaal Leger. Hij keerde niet meer terug in de schoolbanken. Zijn goede afkomst leverde hem een positie op als officier. Hij was betrokken bij de overval op het Governor's palace in Williamsburg, waar tweehonderd musketten en driehonderd zwaarden werden buitgemaakt om de militie van Williamsburg te bewapenen. Met de rest van generaal Washingtons leger werd Monroe verjaagd door de Britten van Long Island.
Op kerstavond 1776 viel Washington de Hessen bij Trenton aan en behaalde daar een overwinning die het moreel van de koloniale troepen veel goed deed. Bij een aanval op de artillerie werd Monroe door een kogel geraakt in zijn linkerschouder en moest van het slagveld worden gedragen. De kogel werd niet verwijderd en bleef de rest van zijn leven in zijn schouder zitten. Na zijn herstel nam hij dienst als luitenant-kolonel bij de Virginia-militie. In september 1779 vertrok hij daar en ging rechten studeren, eerst bij George Wythe en later bij Thomas Jefferson. Toen de Britten Richmond aanvielen wees Jefferson, op dat moment gouverneur als Virginia hem aan als verbindingsman met het Continentale Leger in North Carolina. In 1783 werd hij toegelaten tot de Balie en startte zijn eigen rechtenpraktijk in Fredericksburg, Virginia.

### Entree in de politiek
Monroe maakte in 1782 zijn entree in de Amerikaanse politiek met zijn verkiezing in het Huis van Afgevaardigden van Virginia. Van 1783 tot 1786 was hij lid van het Continental Congress. Monroe speelde een belangrijke rol bij de ratificatie van de grondwet door Virginia. Aan de ene kant waren er de voorstanders, onder leiding van George Washington en James Madison. Patrick Henry en George Mason gingen voorop in oppositie. Daardoor kwam de doorslaggevende stem te liggen bij de gematigde figuren als Monroe en Edmund Pendleton. Zij waren bezorgd over de afwezigheid van een Bill of Rights en over de mogelijkheid voor de federale regering om belasting te heffen. Zij wilden dat alleen de individuele staten die mogelijkheid zouden hebben. Uiteindelijk besloten ze in te stemmen om, als de Grondwet eenmaal was aangenomen, te proberen de door hen gewenste veranderingen alsnog door te voeren. Met een nipte meerderheid ratificeerde Virginia vervolgens de Grondwet. Monroe stelde zich verkiesbaar voor het eerste Huis van Afgevaardigden, maar werd verslagen door Madison. In 1790 koos de wetgevende vergadering van Virginia hem wel in de Senaat. Daar voegde hij zich al snel bij de Democratisch-Republikeinse Partij van Jefferson en Madison en was na korte tijd fractieleider in de Senaat.

### Ambassadeur naar Frankrijk
De regering benoemde Monroe in 1794 als ambassadeur naar Frankrijk. Hij zette zich daar in voor de vrijlating van Thomas Paine, die gearresteerd was vanwege zijn bezwaar tegen de executie van koning Lodewijk XVI. De Franse regering stond erop dat Paine meteen vertrok naar de Verenigde Staten. Verder sloot hij een akkoord over de vrijlating van alle Amerikaanse gevangenen, inclusief Adrienne de La Fayette en haar familie die door hun inzet tijdens de Revolutie allemaal de Amerikaanse nationaliteit hadden gekregen.
De Amerikaanse ambassadeur probeerde de Franse regering ervan te overtuigen dat president Washingtons neutraliteitspolitiek niet uitwerkte in het voordeel van Groot-Brittannië, waar Frankrijk op dat moment in oorlog mee was. Dat viel niet langer vol te houden nadat de Verenigde Staten en Groot-Brittannië het Verdrag van Jay ('treaty of Jay') hadden getekend, tot verbijstering van Monroe zelf. President Washington vond dat Monroe de belangen van zijn land niet goed behartigde en riep hem terug.

### Gouverneur van Virginia
De ontslagen ambassadeur keerde terug naar zijn rechtenpraktijk totdat hij in 1799 als gouverneur gekozen werd. Hij kreeg in 1800 te maken met een slavenopstand onder leiding van Gabriel Prosser. Monroe stuurde de staatsmilitie erop af, die de opstand neersloeg. Prosser en 26 andere slaven werden opgehangen. Monroe overwoog ook om de staatsmilitie te gebruiken om Jefferson in 1800 aan de macht te helpen als president.

### Ambassadeur naar Groot-Brittannië
President Jefferson stuurde Monroe in 1803 naar Frankrijk om Robert Livingston te assisteren bij de onderhandelingen over de Louisiana Purchase. Daarna benoemde de president hem als ambassadeur naar Groot-Brittannië. Hij onderhandelde met Groot-Brittannië over een nieuw verdrag dat het Jay Treaty moest vervangen, omdat dat na tien jaar afliep. Destijds had Jefferson afwijzend tegen dat verdrag gestaan, hoewel het verdrag voor tien jaar van vrede had gezorgd waarin veel geld het land binnenkwam door handel. Monroe sloot het Monroe-Pinkney-akkoord in december 1806, wat Amerika een nieuwe periode van vrede zou hebben opgeleverd, maar het verdrag maakte geen einde aan de gedwongen opname van Amerikaanse zeemannen in de Britse marine. Groot-Brittannië had deze manschappen hard nodig om alle oorlogsschepen te bemannen in de strijd tegen Napoleon Bonaparte. Jefferson legde het verdrag niet eens voor aan de Senaat ter ratificatie, maar deed ook geen poging om een nieuw akkoord te sluiten. Daardoor groeide beide landen verder uit elkaar en dat mondde uiteindelijk uit in de Oorlog van 1812. Monroe zelf was boos over de afwijzing van het akkoord en raakte daarover gebrouilleerd met minister van Buitenlandse Zaken James Madison.
In aanloop naar de presidentsverkiezingen van 1808 was de Democratisch-Republikeinse Partij behoorlijk verdeeld. Een deel van de partij moest weinig hebben van het beleid van Jefferson en vroegen Monroe om zich te kandideren. Het plan was om hem in samenwerking met de Federalistische Partij te kiezen als president. De aanhangers van Monroe kregen niet de overhand en op de partijconventie werd gekozen voor Madison, die vervolgens ook als president gekozen werd.

### Minister van Oorlog en Buitenlandse Zaken
Monroe keerde terug naar het Huis van Afgevaardigden van Virginia en werd in 1811 opnieuw gekozen als gouverneur. Hij vervulde die positie maar vier maanden, omdat Madison hem vroeg als zijn minister van Buitenlandse Zaken. Op die manier hoopte de president steun te winnen van de tegenstanders binnen zijn eigen partij. Monroe had geen groot aandeel in de Oorlog van 1812, omdat hij overvleugeld werd door president Madison en de oorlogshaviken in het Congres. De oorlog verliep desastreus voor Amerika. In augustus 1814 veroverden de Britten Washington D.C. en brandden het Capitool en het Witte Huis plat. Madison verving John Armstrong als minister van Oorlog en vroeg Monroe voor die post. Deze stapte op als minister van Buitenlandse Zaken, maar Madison wees geen vervanger aan, waardoor Monroe feitelijk twee ministerposten bezette. Hij lanceerde nog een plan om Canada binnen te vallen, maar een vredesverdrag maakte in maart 1815 een einde aan de oorlog.

### President van de Verenigde Staten
Madison stelde zich in 1816 niet meer verkiesbaar en Monroe was zijn beoogde opvolger. De Federalistische Partij had veel steun verloren omdat ze de Oorlog van 1812 niet gesteund had. Ze nomineerden zelfs geen officiële kandidaat. De meeste Federalisten steunden Rufus King, tweemaal eerder kandidaat voor het vicepresidentschap. Monroe won daardoor de verkiezingen met gemak. De ontbinding van de Federalistische Partij ging verder en vier jaar later had hij zelfs geen enkele tegenkandidaat, iets wat daarvoor alleen bij de verkiezing van George Washington was voorgekomen. Na 1820 is dat nooit meer voorgekomen.
Monroe kreeg in 1819 te maken met een grote economische crisis als nasleep van de napoleontische oorlogen. Groot-Brittannië had zijn industriële capaciteit opgevoerd om aan alle oorlogsinspanningen te kunnen voldoen. Europa lag in puin en daardoor werd veel van de Britse overproductie tegen lage prijzen op de Amerikaanse markt gedumpt. Veel Amerikaanse bedrijven konden hier niet mee concurreren en gingen failliet. Daarnaast ontbrak het aan goed toezicht op de snel groeiende bankensector. Daardoor was er veel geld in omloop en vonden er massale speculaties op land plaats. Door de voedseltekorten werd dit als interessante belegging gezien, zeker omdat de overheid onder gunstige voorwaarden veel land verkocht. Beleggers verloren veel geld toen de grondprijzen kelderden. Ondanks de crisis, die tot 1821 duurde, bleef Monroe populair.
De grootste uitdaging in zijn presidentschap was de toetreding van Missouri tot de Unie. In de Senaat was het aantal staten waar slavernij wel en niet was toegestaan in evenwicht, maar dat zou anders komen te liggen met de toetreding van Missouri. Voor- en tegenstanders sloten het zogenaamde Missouri-compromis waarbij o.a. werd afgesproken dat Maine zou worden afgesplitst van Massachusetts en als aparte staat, waar slavernij verboden was, toe zou treden tot de Unie, waarmee de balans was hersteld.
Het Congres verlangde veel subsidies voor de verbetering van de nationale infrastructuur. Monroe sprak zijn veto uit over een wet waardoor de federale overheid zou opdraaien voor de onderhoudskosten van de Cumberland Road, een weg die werd aangelegd van Cumberland, Maryland naar Vandalia, Illinois. Hij vond dat de staten daar zelf voor verantwoordelijk waren.
Monroe zorgde voor een grote controverse toen bleek dat hij in 1817 generaal Andrew Jackson naar Spaans Florida had gestuurd. Jackson lanceerde daar een militaire campagne tegen de Seminole-indianen en de Spanjaarden die hen beschermden. Velen meenden dat hij daar de toestemming van de president voor had, maar Monroe ontkende dat. De president had het voordeel dat de meeste leden van het Congres voor een verdere expansie waren en alle resoluties tegen Monroe en Jackson werden weggestemd. Minister van Buitenlandse Zaken John Quincy Adams sloot een jaar later een verdrag met de Spanjaarden waarbij Florida voor vijf miljoen dollar werd gekocht.
De naam van Monroe leeft vooral voort voor het nageslacht door de door hem gevestigde Monroedoctrine. Dit was een beginsel in de buitenlandse politiek van de Verenigde Staten. De term zelf is ontleend aan een speech die Monroe in 1823 hield voor het Congres. Monroe verklaarde elke vorm van Europese bemoeienis op het westelijk halfrond taboe, waarmee hij doelde op politiek ingrijpen in de pas sinds kort onafhankelijke naties in Zuid-Amerika en op nieuwe pogingen Amerika te koloniseren. Monroe beloofde evenwel de bestaande kolonies in handen van de Europese machten te respecteren. De Monroedoctrine zou lange tijd staand Amerikaans beleid zijn. Veel historici zijn van mening dat de doctrine echter na zijn presidentschap uit haar verband is gerukt, en gebruikt om buitenlandse politiek te justificeren. Monroe bedoelde zijn doctrine defensief, om uitbreiding van macht van Europa in het westen in te dammen. Deze doctrine werd echter later gebruikt als een excuus voor expansie van de VS.
Tijdens zijn presidentschap steunde Monroe de vestiging van vrijgelaten slaven in wat later bekend zou komen te staan als het Afrikaanse Liberia. De blanke elite was de vrijgelaten slaven liever kwijt dan rijk, omdat zij vreesden dat ze in opstand zouden kunnen komen tegen hun vroegere meesters. De federale overheid kocht voor zo'n honderdduizend dollar aan land in Liberia. Als dank vernoemden de Liberianen hun hoofdstad Monrovia naar de Amerikaanse president.
Een derde termijn liet Monroe aan zich voorbijgaan. Hij werd opgevolgd door zijn minister van Buitenlandse Zaken, John Quincy Adams.

### Laatste levensjaren
Hij keerde terug naar Virginia en na het overlijden van zijn vrouw leefde hij in New York. Hij overleed op 4 juli 1831 en was de derde president die op de Amerikaanse Onafhankelijkheidsdag overleed; vijf jaar eerder waren zowel John Adams als Thomas Jefferson ook op deze datum overleden.

## Kabinetsleden onder Monroe
| Kabinetsleden             | Ministerie         | Periode     | Bijzonderheden                                                                        |
| ------------------------- | ------------------ | ----------- | ------------------------------------------------------------------------------------- |
| John Quincy Adams         | Buitenlandse Zaken | 1817 - 1825 | 6e president van de VS                                                                |
| John C. Calhoun           | Oorlog             | 1817 - 1825 | Vicepresident onder J.Q.Adams + Jackson + minister van Buitenlandse Zaken onder Tyler |
| William H. Crawford       | Financiën          | 1817 - 1825 | Idem + Defensie onder Madison                                                         |
| Richard Rush              | Justitie           | 1817        | Idem onder Madison + Financiën onder J.Q.Adams                                        |
| Benjamin W. Crowninshield | Marine             | 1817 - 1818 | Idem onder Madison                                                                    |
| William Wirt              | Justitie           | 1817 - 1825 | Idem onder J.Q.Adams                                                                  |
| Smith Thompson            | Marine             | 1819 - 1823 |                                                                                       |
| Samuel L. Southard        | Marine             | 1823- 1825  | Idem onder J.Q.Adams                                                                  |